# Проминевский сельский совет (Мелитопольский район)
Проминевский сельский совет (укр. Промінівська сільська рада) — входит в состав
Мелитопольского района
Запорожской области
Украины.
Административный центр сельского совета находится в 
с. Проминь, но крупнейшим селом в сельсовете является с. Ясное
.

## История
Датой образования Проминевского сельского совета считается 1921 год, когда был создан Ясненский сельский совет.
В 1947 году Ясненский сельсовет входил в состав Нововасилевского района Запорожской области. Интересно, что хутор Проминь, который позже стал центром сельсовета, в это время был подчинён Новопилиповскому сельскому совету.
В 1962 году Нововасилевский район был расформирован, и Ясненский сельсовет перешёл в подчинение Мелитопольского района. Состав Ясненского сельсовета по данным на 1979 год уже в точности совпадает с составом нынешнего Проминевского сельсовета.
В 1986 году центр сельского совета из Ясного был перенесён в Проминь, и совет получил своё нынешнее наименование.

## Населённые пункты совета
- с. Проминь
- с. Береговое
- с. Волошково (ранее с. Советское)
- с. Отрадное
- с. Привольное
- с. Украинское
- с. Широкий Лан
- с. Ясное